# RS-176
La RS-176 est une route locale du Sud-Ouest de l'État du Rio Grande do Sul reliant la municipalité de Garruchos, sur le rio Uruguay et la frontière avec l'Argentine, à la commune de Manoel Viana. Elle dessert Garruchos, São Antônio das Missões, São Borja, Maçambara, Itaqui, São Francisco de Assis et Manoel Viana. Elle s'achève à la jonction avec la BR-377, et est longue de 190,690 km.